# Чарлі Барнет
Чарльз Дейлі «Чарлі» Барнет (англ. Charles Daly "Charlie" Barnet) — американський джазовий саксофоніст, диригент. Став відомий завдяки таким його популярним записам: «Skyliner», «Cherokee», «The Wrong Idea», «Scotch and Soda», «In a Mizz» і «Southland Shuffle».

## Життєпис
Чарлі Барнет народився 26 жовтня 1913 року в Нью-Йорку, США. Змалку вчився грати на фортепіано й саксофоні. Іноді траплялося, що він залишав школу, щоби послухати джазову музику на концертах.
Барнет уперше став відомий у джазових колах, коли з оркестром виступив у «Paramount Hotel» у Нью-Йорку 1932 року. Потім він продовжував свою справу у звукозаписній індустрії, куди записався у жовтні 1933 року. Однак слава прийшла лише в період від 1939 до 1941 рр. Року 1944 він знову прославився, виконавши новий хіт «Skyliner».
Барнет запрошував до свого складу музикантів Бадді Дефранко, Роя Елдріджа, Ніла Гефті, Ліну Горн, Барні Кессела, Додо Мармароса, Оскара Петтіфорда та Біллі Мей. Часто співпрацював з іншими знаменитостями, як-от Каунтом Бейсі та Дюком Еллінґтоном.
1949 року Чарлі пішов у відставку. Причиною цього, імовірно, стало те, що він утратив бажання працювати з музикою. Він фактично вийшов на пенсію, однак іноді все-таки виступав у музичних турах, хоча до кар'єри музиканта не повернувся.
Чарлі Барнет помер 4 вересня 1991 року від пневмонії в лікарні «Hillside Hospital» (Сан-Дієґо).

## Деякі посилання
- Біографія Чарлі Барнета[недоступне посилання з вересня 2019] на сайті pro-jazz.com [Архівовано 20 лютого 2016 у Wayback Machine.]
- http://www.discogs.com/artist/269594 [Архівовано 9 січня 2016 у Wayback Machine.]
- http://musicbrainz.org/artist/da28dc95-f911-4bb3-9863-167c2505a485